# Trochalus aeruginosa
Trochalus aeruginosa är en skalbaggsart som beskrevs av Hermann Burmeister 1855. Trochalus aeruginosa ingår i släktet Trochalus och familjen Melolonthidae. Inga underarter finns listade i Catalogue of Life.